# 1893-as gazdasági válság

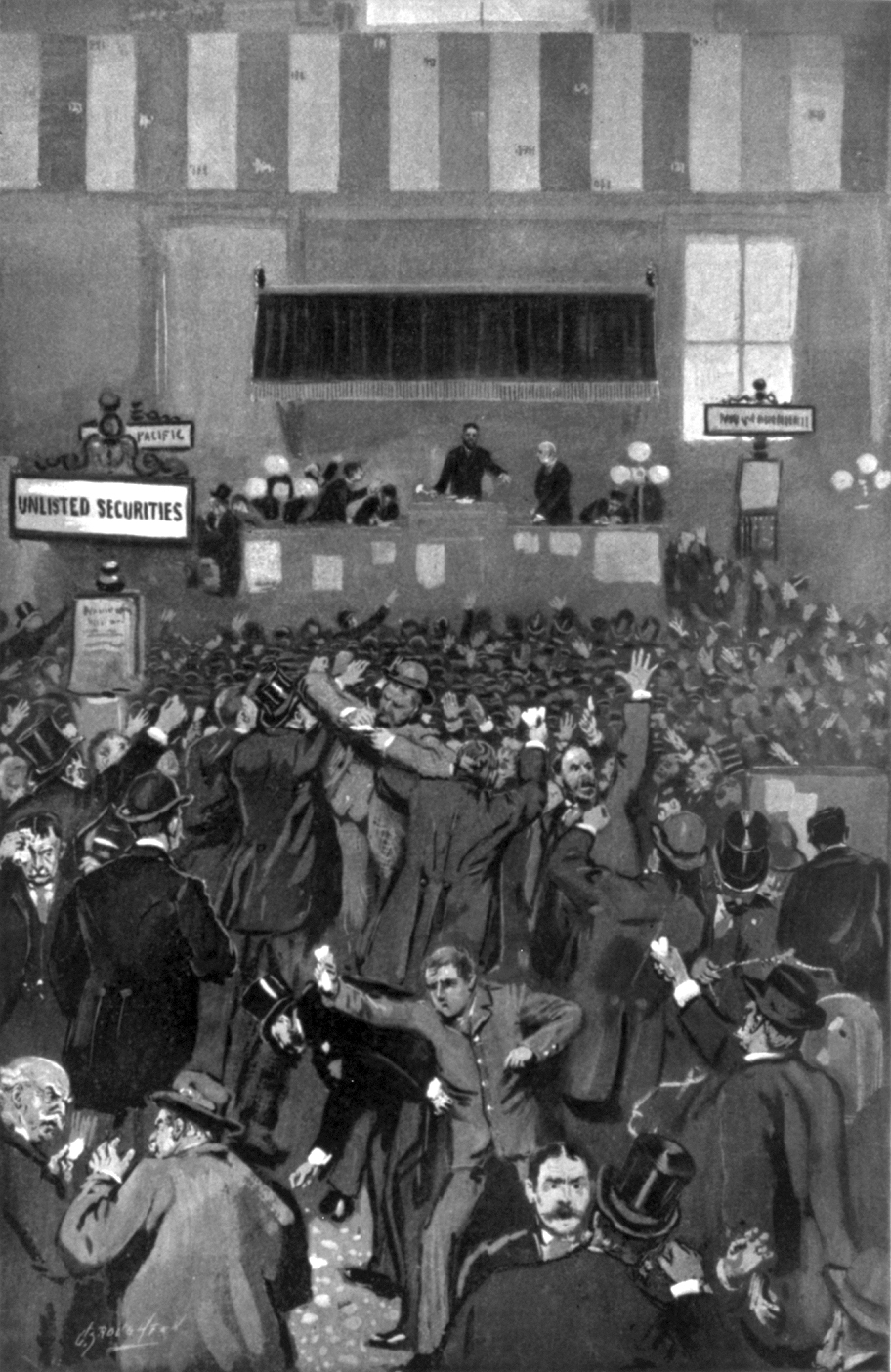
Rajz Frank Leslie-től a pánikba esett tőzsdeügynökökről 1893. május 9-én

Az 1893-as pénzügyi pánik az Amerikai Egyesült Államokban 1893-ban kezdődött és 1897-ben ért véget. Az 1893-as pánik a gazdaság minden ágazatát mélyen érintette, és politikai felfordulást okozott, amely az 1896-os politikai újrarendeződéshez és William McKinley elnöki tisztségéhez vezetett.

## Okok

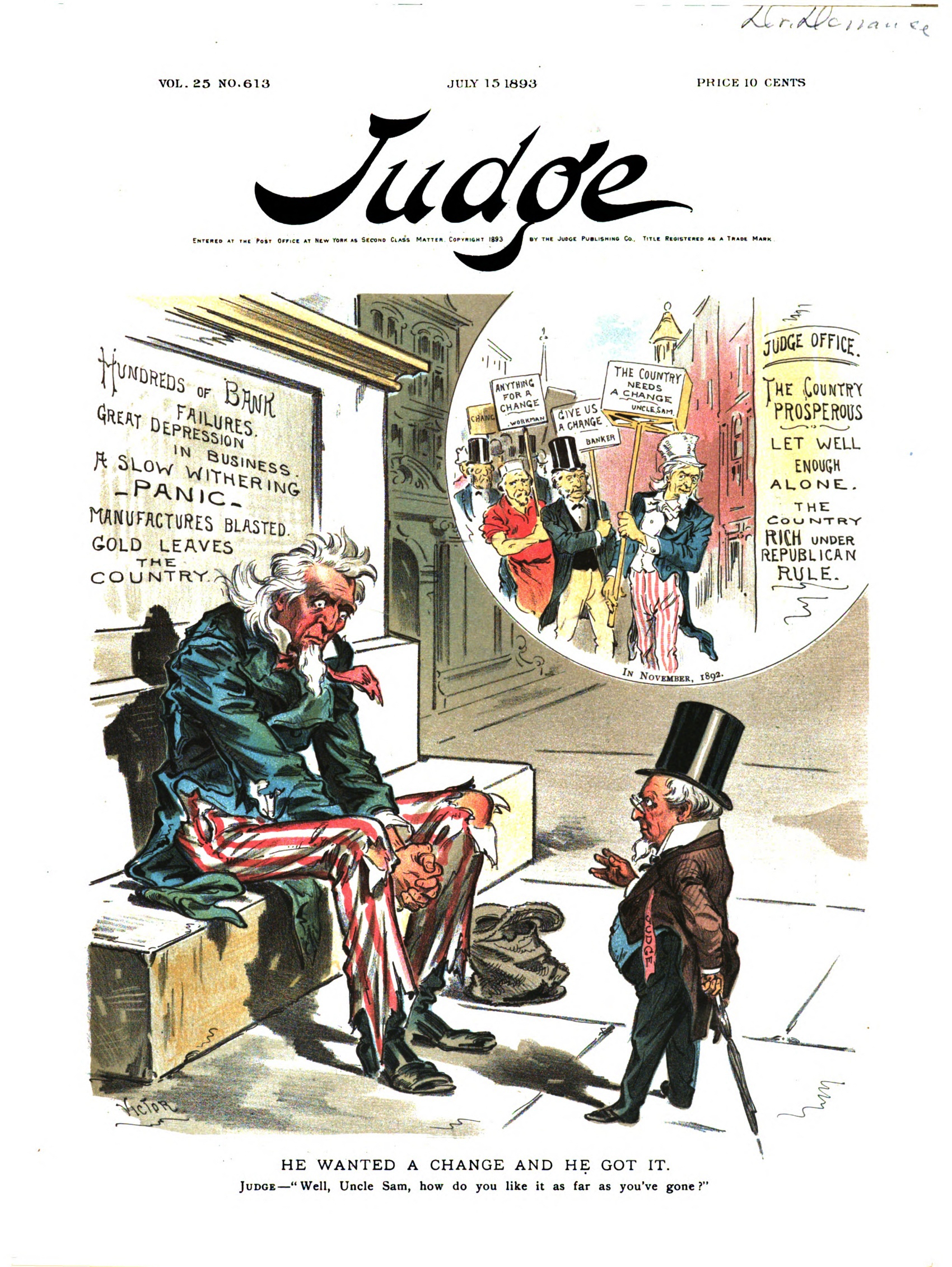
A republikánusbarát Judge magazin az 1893-as pánikot az 1892-es választásokon aratott demokrata győzelemmel magyarázta. A képen Uncle Sam látható, mint az elszegényedett Amerika

Az 1893-as pánikot számos okra vezették vissza, ezek közül az egyik Argentínára mutatott; a befektetéseket az argentin ügynökbank, a Baring Brothers ösztönözte. Az 1890-es búzatermés kiesése és egy sikertelen Buenos Aires-i puccs azonban véget vetett a további befektetéseknek. Emellett a dél-afrikai és ausztrál ingatlanokkal való spekulációk is összeomlottak. Mivel az európai befektetők aggódtak, hogy ezek a problémák továbbterjedhetnek, rohamot indítottak az amerikai kincstár aranyára. Az értékpapírt értékesebbnek tartották a papírpénznél; amikor az emberek bizonytalanok voltak a jövőt illetően, értékpapírt halmoztak fel, és elutasították a papírpénzeket.
Az 1870-es és 1880-as évek aranyozott korában az Egyesült Államokban gazdasági növekedés és expanzió zajlott, de ennek a bővülésnek nagy része a magas nemzetközi nyersanyagáraktól függött. A nemzetközi befektetésekkel kapcsolatos problémákat súlyosbította, hogy a búza ára 1893-ban összeomlott. Különösen az Egyesült Államok nyugati részén számos bánya megnyitása vezetett az ezüst túlkínálatához, ami jelentős vitákhoz vezetett arról, hogy az ezüstből mennyit kellene pénzzé veretni (lásd alább). Az 1880-as években az amerikai vasutak azt élték át, amit ma "buboréknak" nevezhetnénk: a befektetők özönlöttek a vasutakra, és azokat jelentősen túlépítették.
A bajok egyik első egyértelmű jele 1893. február 20-án, tizenkét nappal Grover Cleveland amerikai elnök beiktatása előtt jelentkezett, amikor a Philadelphia and Reading Railroad számára, amely jelentősen túlvállalta magát, csődgondnokokat neveztek ki. Hivatalba lépése után Cleveland közvetlenül foglalkozott a kincstári válsággal és sikeresen meggyőzte a Kongresszust, hogy helyezze hatályon kívül a Sherman-féle ezüstvásárlási törvényt, amely szerinte elsősorban felelős volt a gazdasági válságért.
Ahogy a gazdaság állapota miatti aggodalom egyre jobban elmélyült, az emberek rohanták kivenni a pénzüket a bankokból, és bankrohamokat okoztak. A hitelválság végighullámzott a gazdaságon. A londoni pénzügyi pánik a kontinentális európai kereskedelem visszaesésével párosulva arra késztette a külföldi befektetőket, hogy amerikai részvényeket adjanak el, hogy aranyfedezetű amerikai pénzeszközökhöz jussanak.
Benjamin Harrison elnök gazdaságpolitikáját a depresszióhoz hozzájáruló tényezőként jellemezték.
A marxista válságelmélet szerint ez a válság a  a tőkés társadalom periodikus túltermelési válságainak sorába tartozott.

## Populisták
A Néppárt, más néven "populisták", agrárpopulista politikai párt volt az Egyesült Államokban. Az 1892 és 1896 közötti időszakban jelentős szerepet játszott az amerikai politikában, mint baloldali erő. A nyugati és déli feldühödött farmerek támogatását élvezte. Élesen bírálta a kapitalizmust, különösen a bankokat és a vasutakat, és szövetkezett a munkásmozgalommal.
Az 1891-ben a populista mozgalom eredményeként létrejött Néppárt az 1892-es elnökválasztáson érte el csúcspontját, amikor a James B. Weaver és James G. Field alkotta párt a szavazatok 8,5%-át szerezte meg, és öt államban (Colorado, Idaho, Kansas, Nevada és Észak-Dakota) győzött, valamint az 1894-es képviselőházi választásokon, amikor kilenc képviselői helyet szerzett. A déli (különösen Észak-Karolina, Alabama és Texas) szegény, fehér gyapottermelők és a síksági államok (különösen Kansas és Nebraska) nehéz helyzetben lévő búzatermelőinek koalíciójára építve a populisták az agrárizmus radikális formáját és az elitekkel, városokkal, bankokkal, vasutakkal és arannyal szembeni ellenségességet képviselték.

## Ezüst
| Munkanélküliségi ráta az 1890-es években (az arányok 100 főre vonatkoznak) | Munkanélküliségi ráta az 1890-es években (az arányok 100 főre vonatkoznak) | Munkanélküliségi ráta az 1890-es években (az arányok 100 főre vonatkoznak) |
| Év                                                                         | Lebergott                                                                  | Romer                                                                      |
| -------------------------------------------------------------------------- | -------------------------------------------------------------------------- | -------------------------------------------------------------------------- |
| 1890                                                                       | 4,0                                                                        | 4,0                                                                        |
| 1891                                                                       | 5,4                                                                        | 4,8                                                                        |
| 1892                                                                       | 3,0                                                                        | 3,7                                                                        |
| 1893                                                                       | 11,7                                                                       | 8,1                                                                        |
| 1894                                                                       | 18,4                                                                       | 12,3                                                                       |
| 1895                                                                       | 13,7                                                                       | 11,1                                                                       |
| 1896                                                                       | 14,5                                                                       | 12,0                                                                       |
| 1897                                                                       | 14.5                                                                       | 12,4                                                                       |
| 1898                                                                       | 12,4                                                                       | 11,6                                                                       |
| 1899                                                                       | 6,5                                                                        | 8,7                                                                        |
| 1900                                                                       | 5,0                                                                        | 5,0                                                                        |

A Free Silver mozgalom a mezőgazdasági és a bányászati érdekek szinergiájából alakult ki. A gazdák a gazdaság élénkítésére törekedtek, és ezáltal véget akartak vetni a deflációnak, amely arra kényszerítette őket, hogy a kölcsönöket egyre drágább dollárral fizessék vissza. A bányászati érdekek arra törekedtek, hogy az ezüstöt közvetlenül pénzzé tehessék, központi pénzverde nélkül. Az 1890-es Sherman-féle ezüstvásárlási törvény, bár elmaradt a szabad ezüst mozgalom céljaitól, az amerikai kormánynak több millió uncia ezüstöt kellett vásárolnia az 1878-as Bland-Allison-törvény által előírt mennyiségen felül (ami felhajtotta az ezüst árát és kedvezett az ezüstbányászoknak). Az emberek megpróbálták az ezüstjegyeket aranyra beváltani. Végül elérték a szövetségi tartalékokban lévő minimális aranymennyiség törvényes határát, és az amerikai bankjegyeket már nem lehetett sikeresen aranyra váltani. A pánik idején a befektetéseket nagymértékben magas kamatozású kötvénykibocsátásokból finanszírozták. A National Cordage Company (NCC) pénzügyi nehézségeiről szóló pletykák (az NCC volt a legaktívabban kereskedett részvény abban az időben) arra késztették hitelezőit, hogy azonnal hívják vissza kölcsöneiket, és a vállalat ennek következtében csődeljárás alá került. A kötélgyártó vállalat megpróbálta sarokba szorítani az importált kender piacát. Mivel az ezüst és az ezüstjegyek iránti kereslet csökkent, az ezüst ára és értéke is esett. A tulajdonosok a kötvények névértékének elvesztése miatt aggódtak, és sok kötvény értéktelenné vált..
Bankcsődök sorozata következett, és csődbe ment a Northern Pacific Railway, a Union Pacific Railroad és az Atchison, Topeka & Santa Fe Railroad. Ezt számos más vállalat csődje követte; összesen több mint 15 000 vállalat és 500 bank ment csődbe, sok közülük nyugaton. Magas becslések szerint a pánik tetőzésekor a munkaerő mintegy 17-19%-a volt munkanélküli. A munkanélküliség hatalmas növekedése, valamint a csődbe ment bankokban tartott megtakarítások elvesztése azt jelentette, hogy az egykor biztos középosztály nem tudott eleget tenni jelzáloghitel-kötelezettségeinek. Sokan emiatt elhagyták a nemrég épített otthonaikat.

## Hatások

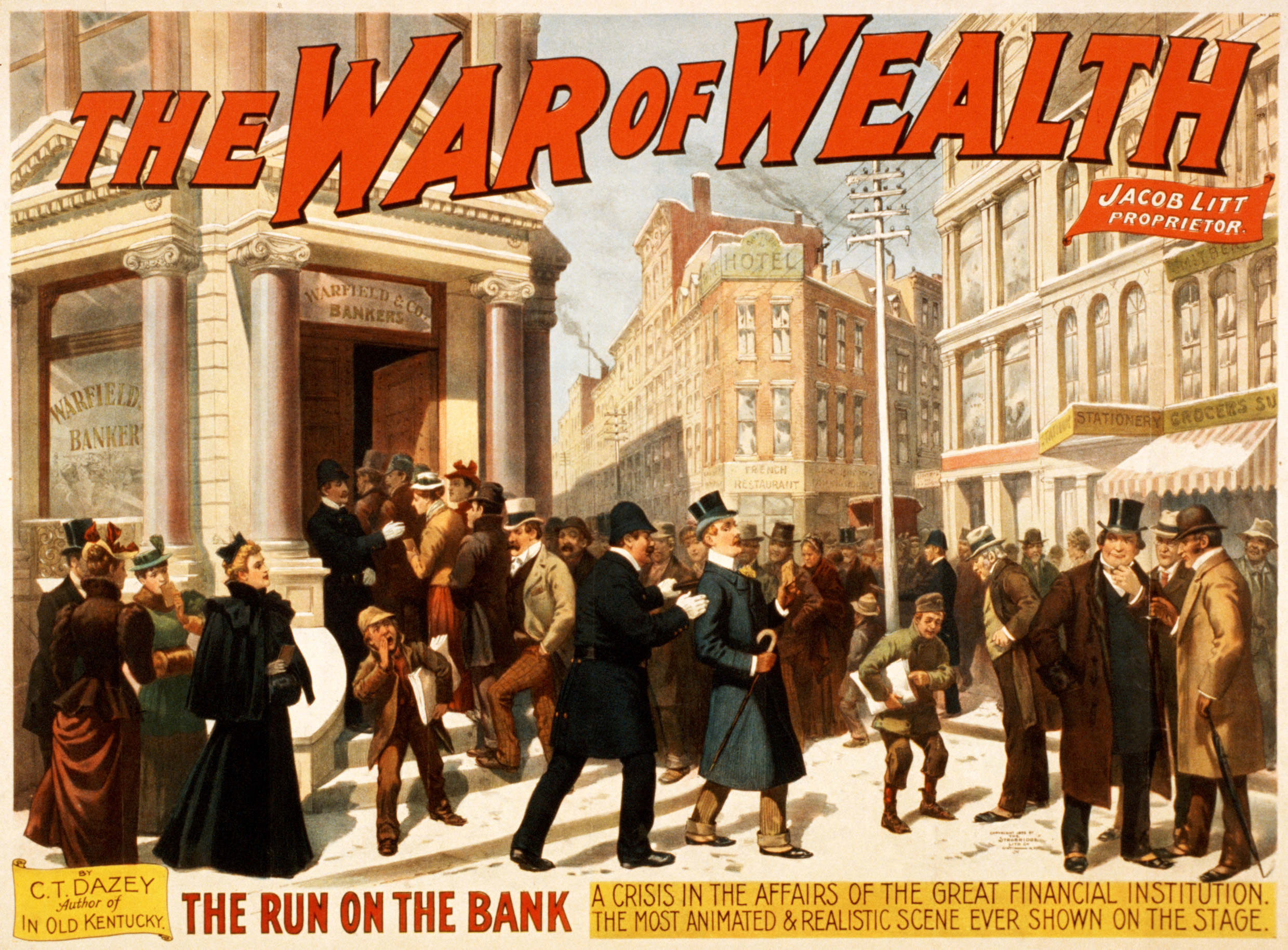
Az 1896-os Broadway-melodrámát, A vagyon háborúját az 1893-as pánik ihlette

A pánik következtében a részvényárak csökkentek. Ötszáz bank zárt be, 15 000 vállalkozás ment tönkre, és számos gazdaság szűnt meg. A munkanélküliségi ráta Pennsylvaniában elérte a 25%-ot, New Yorkban a 35%-ot, Michiganben pedig a 43%-ot. Leveskonyhákat nyitottak, hogy segítsenek a nincstelenek élelmezésében. Az éhínséggel szembesülve az emberek fát vágtak, köveket törtek, és kézzel varrtak tűvel és cérnával az élelemért cserébe. Egyes esetekben a nők prostitúcióhoz folyamodtak, hogy eltartsák a családjukat. A detroitiak megsegítésére Hazen S. Pingree polgármester elindította a "Potato Patch Plan" elnevezésű tervét, amely közösségi kertek voltak a földművelésre.
Grover Cleveland elnököt hibáztatták a depresszióért. Az amerikai államkincstárban tárolt aranytartalékok veszélyesen alacsony szintre csökkentek. Ez arra kényszerítette Cleveland elnököt, hogy 65 millió dollárnyi aranyat vegyen kölcsön J.P. Morgan Wall Street-i bankártól és az angliai Rothschild bankárcsaládtól. 1894-ben pártja hatalmas veszteségeket szenvedett a választásokon, mivel nagyrészt őt okolták a gazdaság lejtmenetéért és a Pullman-sztrájk brutális leveréséért. Az 1896-os vereségük után a demokraták 1910-ig nem szerezték vissza az irányítást a szövetségi kormányzat egyetlen ága felett sem.

### Szállítás

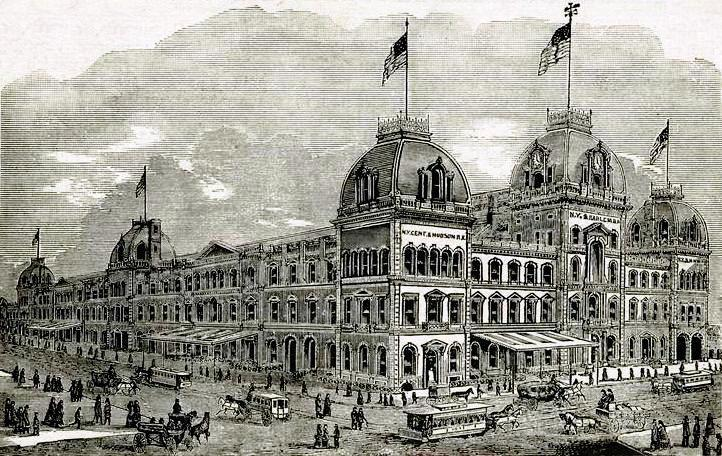
A Grand Central Depot a vasúti szállítás fontos csomópontja volt, emellett a 19. század végén a hajózási ipar fontos része is

Az 1893-as pánik a hajózási ágazat számos aspektusát érintette, mind a vasúti, mind a tengeri hajózást. Leállította a hajók és a gördülőállomány beszerzését, és a hajózási díjakat lefelé nyomta.

#### A vasúti beruházások ingadozása az 1893-as pánik után
Az 1894-es rossz előjel, hogy a befektetők a részvényalapú részvényekről az állandó hozamú kötvényekre váltottak, tükröződött a vasutak vállalatfinanszírozási intézkedéseiben, amelyek csökkentették a gördülőállomány beszerzését. A vasutak terjeszkedése, beleértve a tőkekiadásokat is, 1895-ben ismét emelkedett, de 1897-ben, egy újabb gazdasági mélypont idején lelassult.

#### A csődeljárás
1893-ban az Egyesült Államokban a vasúthálózat teljes hossza 176 803,6 mérföld volt. Az 1894-es és 1895-ös években a vasutak csak 4 196,4 mérfölddel bővültek, bár 1878 és 1896 között 100 000 mérföldnyi új vasútvonal épült ki. 1893-ban, a pánikot követő évben az összes vasúti mérföld egynegyede ment csődbe. 1893-ban az amerikai népszámlálás ezt az értéket közel 1,8 milliárd dollárra tette (inflációval nem korrigálva), ami a legnagyobb összeg, amit 1876 és 1910 között jegyeztek fel. Ez több mint 1 milliárd dollárral (szintén nem inflációval kiigazítva) több volt, mint a következő legnagyobb összeg, 1884-ben.

#### Pullman-sztrájk
1894-ben az amerikai hadsereg beavatkozott egy chicagói sztrájk során, hogy megakadályozza a vagyoni károkat. 1894-ben a Pullman-sztrájk a Pullman Company-nál kezdődött Chicagóban, miután Pullman az 1893-as pánik miatt megnövekedett gazdasági nyomás miatt nem volt hajlandó sem a bérleti díjakat csökkenteni a vállalat városában, sem a munkások bérét emelni. 1894-ben a Pullman Company egy vasúti kocsitársaság volt, ez csak növelte a gördülőállomány beszerzésének nehézségeit.

#### Az amerikai kereskedelmi tonnatartalom
Az Egyesült Államok tengerhajózási iparát sem kerülte el az 1893-as pánik hatása. A "kül- és part menti kereskedelemben, valamint a halászatban" alkalmazott teljes bruttó regisztrált kereskedelmi hajótonnatartalom az amerikai népszámlálás szerint 1888 és 1893 között körülbelül 2,74%-kal nőtt. 1894-ben azonban az amerikai bruttó tonnatartalom 2,9%-kal, 1895-ben pedig 1,03%-kal csökkent.

#### A tarifák
1894-ben egy bushel (régi térfogat mértékegység) vasúti szállítási díja az 1893-as 14,70 centről 12,88 centre csökkent. Ez az árfolyam tovább csökkent, 1901-ben elérte a 9,92 centes végárat, és 1898 és 1910 között nem érte el a 12 centet.
1893 és 1894 között a búzakötegenkénti átlagos tavi vagy csatornás szállítási díjak csaknem 2 centtel, 6,33 centről 4,44 centre csökkentek. A New York City és Liverpool közötti transzatlanti átkelés díjai szintén csökkentek, 2 és 3/8-ról 1 és 15/16-ra[pontosabban?], de ez az 1891 óta tartó csökkenő tendenciát tükrözte.

## Fordítás
- Ez a szócikk részben vagy egészben  a   Panic of 1893 című angol Wikipédia-szócikk ezen változatának fordításán alapul.  Az eredeti cikk szerkesztőit annak laptörténete sorolja fel. Ez a jelzés csupán a megfogalmazás eredetét és a szerzői jogokat jelzi, nem szolgál a cikkben szereplő információk forrásmegjelöléseként.

## További Irodalom

### Kortárs források
- American Annual Cyclopedia...1894 (1895) online
- Baum, Lyman Frank and W. W. Denslow.  The Wonderful Wizard of Oz (1900); see Political interpretations of The Wonderful Wizard of Oz
- Brice, Lloyd Stephens, and James J. Wait. "The Railway Problem."  North American Review  164 (March 1897): 327–48. online at MOA Cornell.
- Cleveland, Frederick A. "The Final Report of the Monetary Commission," Annals of the American Academy of Political and Social Science 13 (January 1899): 31–56 in JSTOR
- Closson, Carlos C. Jr. "The Unemployed in American Cities." Quarterly Journal of Economics, vol. 8, no. 2 (January 1894) 168–217 in JSTOR; vol. 8, no. 4 (July 1894): 443–77 in JSTOR
- Fisher, Willard. "‘Coin’ and His Critics."  Quarterly Journal of Economics  10 (January 1896): 187–208 in JSTOR
- Harvey, William H. Coin’s Financial School (1894), 1963 (Introduction by Richard Hofstadter). online first edition
- Noyes, Alexander Dana. "The Banks and the Panic,"  Political Science Quarterly  9 (March 1894): 12–28 in  JSTOR.
- Shaw, Albert. "Relief for the Unemployed in American Cities," Review of Reviews 9 (January and February 1894): 29–37, 179–91.
- Stevens, Albert Clark. "An Analysis of the Phenomena of the Panic in the United States in 1893,"  Quarterly Journal of Economics  8 (January 1894): 117–48 in JSTOR.

### Másodlagos források
- Barnes, James A.  John G. Carlisle: Financial Statesman (1931).
- Barnes, James A. (1947). „Myths of the Bryan Campaign”. Mississippi Valley Historical Review 34 (3), 383–94. o, Kiadó: The Mississippi Valley Historical Review, Vol. 34, No. 3. DOI:10.2307/1898096. JSTOR 1898096.
- Bent, Peter H. (2015), "The Stabilising Effects of the Dingley Tariff and the Recovery from the 1890s Depression in the United States", Crises in Economic and Social History: A Comparative Perspective, pp. 373–390.
- Bent, Peter H. (2015). „The Political Power of Economic Ideas: Protectionism in Turn of the Century America”. Economic Thought 4 (2), 68–79. . o.
- Destler, Chester McArthur. American Radicalism, 1865–1901 (1966).
- Dewey, Davis Rich. Financial History of the United States (1903). online.
- Dighe, Ranjit S. ed. The Historian's Wizard of Oz: Reading L. Frank Baum's Classic as a Political and Monetary Allegory (2002).
- Dorfman, Joseph Harry.  The Economic Mind in American Civilization. (1949). vol 3.
- Faulkner, Harold Underwood.  Politics, Reform, and Expansion, 1890–1900. (1959).
- Feder, Leah Hanna. Unemployment Relief in Periods of Depression ... 1857–1920 (1926).
- Friedman, Milton, and Anna Jacobson Schwartz. A Monetary History of the United States, 1867–1960 (1963).
- Harpine, William D. From the Front Porch to the Front Page: McKinley and Bryan in the 1896 Presidential Campaign (2006) excerpt and text search
- Hoffmann, Charles (1956). „The Depression of the Nineties”. Journal of Economic History 16 (2), 137–64. o. DOI:10.1017/S0022050700058629. JSTOR 2114113.
- Hoffmann, Charles. The Depression of the Nineties: An Economic History (1970).
- Jensen, Richard. The Winning of the Midwest: 1888–1896 (1971).
- Josephson, Matthew. The Robber Barons New York: Harcourt Brace Jovanovich (1990).
- Kirkland, Edward Chase. Industry Comes of Age, 1860–1897 (1961).
- Lauck, William Jett. The Causes of the Panic of 1893 (1907). online
- Lindsey, Almont. The Pullman Strike 1942.
- Littlefield, Henry M. (1964). „The Wizard of Oz: Parable on Populism”. American Quarterly 16 (1), 47–58. o, Kiadó: American Quarterly, Vol. 16, No. 1. DOI:10.2307/2710826. JSTOR 2710826.
- Nevins, Allan. Grover Cleveland: A Study in Courage. 1932, Pulitzer Prize.
- Ramsey, Bruce. The Panic of 1893: The Untold Story of Washington State's First Depression. Caxton Press (2018). ISBN 978-0870046216
- Rezneck, Samuel S. (1953). „Unemployment, Unrest, and Relief in the United States during the Depression of 1893–97”. Journal of Political Economy 61 (4), 324–345. o, Kiadó: The Journal of Political Economy, Vol. 61, No. 4. DOI:10.1086/257393. JSTOR 1826883.
- Ritter, Gretchen. Goldbugs and Greenbacks: The Anti-Monopoly Tradition and the Politics of Finance in America (1997)
- Ritter, Gretchen (1997). „Silver slippers and a golden cap: L. Frank Baum's The Wonderful Wizard of Oz and historical memory in American politics”. Journal of American Studies 31 (2), 171–203. o. DOI:10.1017/S0021875897005628.
- Rockoff, Hugh (1990). „The 'Wizard of Oz' as a Monetary Allegory”. Journal of Political Economy 98 (4), 739–60. o, Kiadó: The Journal of Political Economy, Vol. 98, No. 4. DOI:10.1086/261704. JSTOR 2937766.
- Romer, Christina (1986). „Spurious Volatility in Historical Unemployment Data”. Journal of Political Economy 94 (1), 1–37. o. DOI:10.1086/261361.
- Schwantes, Carlos A. Coxey’s Army: An American Odyssey (1985).
- Shannon, Fred Albert. The Farmer’s Last Frontier: Agriculture, 1860–1897 (1945).
- Steeples, Douglas, and David O. Whitten. Democracy in Desperation: The Depression of 1893 (1998).
- Strouse, Jean. Morgan: American Financier (1999).
- White; Gerald T. The United States and the Problem of Recovery after 1893 (1982).
- Whitten, David. EH.NET article on the Depression of 1893
- Wicker, Elmus. Banking panics of the gilded age (Cambridge University Press, 2006) contents